# 君の膵臓をたべたい
『君の膵臓をたべたい』（きみのすいぞうをたべたい）は、住野よるによる日本の青春小説。略称は「キミスイ」。住野よるの作品が初めて出版された本でもある。
2016年「本屋大賞」第2位を初め、多数のランキングで上位に選出されるなど、高く評価されている（#概要参照）。
2016年のオーディオブック化を皮切りにメディアミックスも行われ、2017年に実写映画化（#実写映画参照）、2018年にアニメ映画化された（#アニメ映画参照）。

## 概要
住野よるのデビュー作。小説投稿サイト「小説家になろう」に投稿したところ、ライトノベル作家の井藤きくの目に留まり双葉社に紹介され、2015年6月出版に至った。
作品が生まれたきっかけについて住野は、はじめに浮かんだのは「君の膵臓を食べたい」というセリフで、それをタイトルにして感動できる作品にするにはどうしたら良いか、そのセリフにどのような意味を持たせられるか、どんな子がどんな相手に向かって言うのかなどを考えていく中で、「僕」と桜良が生まれ2人の物語ができあがったと述べている。
2016年「本屋大賞」第2位、「ダ・ヴィンチBOOK OF THE YEAR」2位、「2015年 年間ベストセラー」6位（文芸書・トーハン調べ）、「読書メーター読みたい本ランキング」1位、「埼玉県の高校図書館司書が選んだイチオシ本2015」1位、「2016年年間ベストセラー」総合5位・文芸書1位（トーハン調べ）、「2016年 年間ベストセラー」総合4位・単行本フィクション1位（日販調べ）、「キノベス! 2016」3位、「2016 TSUTAYA BOOKS 上半期ランキング総合部門」1位と高く評価された。同年12月、第3回Yahoo!検索大賞 カルチャーカテゴリ 小説部門賞を受賞。
実写映画公開後の2017年8月時点で累計発行部数は200万部、2020年8月時点で累計発行部数は300万部を突破している。
アニメ映画の入場者プレゼントで本編のその後を描いた短編小説『父と追憶の誰かに』が書き下ろされた。

## あらすじ
主人公である「僕」は病院で偶然「共病文庫」というタイトルの本を拾う。その本は「僕」のクラスメイトである山内桜良がつづっていた秘密の日記帳で、彼女の余命が膵臓の病気により、もう長くはないことが書かれていた。「僕」はその本の中身を興味本位で覗いたことにより、家族以外で唯一桜良の病気を知る人物となった。
「桜良の死ぬ前にやりたいこと」に付き合っていくうちに、「僕」、桜良という正反対の性格の2人が、お互いに自分には欠けている部分にそれぞれ憧れを持つようになり、次第に心を通わせて成長していく。そして「僕」は「人を認める人間に、人を愛する人間になること」を決意。桜良は、恋人や友達を必要としない「僕」が、初めて関わり合いを持ちたい人に自分を選んでくれたことにより「初めて私自身として必要とされている、初めて私が、たった一人の私であると思えた」と感じていった。
しかし、桜良は4週間の入院治療から解放されたその日に通り魔に刺されて、余命を全うすることなく亡くなってしまう。桜良の死に衝撃を受けた「僕」は、通夜にも葬儀にも参列できなかった。10日ほど過ぎてから、僕と彼女の始まりで彼女の物語の数ページが記されているかもしれない「共病文庫」を読まなければならないと思い立ち、桜良の家を訪れる。

## 登場人物
※担当声優は「オーディオブック版 / アニメ映画版」でのキャスト。
※演者の項は実写映画版を指す。
「僕」（ぼく）
声 - 鈴村健一 / 高杉真宙
演 - 北村匠海 (DISH//)（学生時代） / 小栗旬（12年後）
主人公。友人や恋人などの関わり合いを必要とせず、人間関係を自己完結する。小説を読むのが好きで、一番好きな小説家は太宰治。
ある日、病院で山内桜良の「共病文庫」を読む。桜良との交流により、人を認め、人と関わり合う努力を始める。
二人称や三人称では「【秘密を知ってるクラスメイト】くん」などと呼ばれるが、終盤に名前が志賀春樹（しが はるき）であることが明かされる。
山内桜良（やまうち さくら）
声 - 堀江由衣 / Lynn
演 - 浜辺美波
ヒロイン。よく笑い、元気で表情豊かな少女。「うわははっ」という特徴的な笑い方をする。
膵臓の病気のため、「僕」と会った時には余命1年になっていた。病気になった自分の運命を恨まないと決めたため、日記のタイトルを「闘病日記」の代わりに「共病文庫」とつける。
『星の王子さま』を愛読しており、まだ同作を読んでいなかった「僕」に貸してあげている。一番尊敬している有名人は杉原千畝。
余命を全うすることもなく、通り魔に刺されて亡くなってしまう。
滝本恭子（たきもと きょうこ）
声 - 東内マリ子 / 藤井ゆきよ
演 - 大友花恋（学生時代） / 北川景子（12年後）
桜良の親友。「僕」は「桜良の保護者」と認識している。桜良と「僕」の交流を快く思わない。強気だが桜良によると泣き虫な性格。桜良の死後、「僕」の初めての友人となる。友人になってからは「僕」によく飴をあげるようになる。「ガムをくれるクラスメイト」から好意を寄せられていることを知り、受験が終わってから付き合うことをほのめかしている。
ガムをくれるクラスメイト
声 - 丸高大知 / 福島潤
演 - 矢本悠馬（学生時代） / 上地雄輔（12年後）
教室の掃除を通して関わりを持った。すがすがしいほどの無粋な物言いをするが素直。ガムを持ち歩いており、「僕」にも「ガムいる？」と声をかけてくれる。
人との交流を決意した「僕」の友人となる。
恭子のことが好き。
隆弘（たかひろ）
声 - 本橋大輔 / 内田雄馬
演 - 桜田通
学級委員。桜良の元彼氏。クラスでは人気者だが、実際は嫉妬深く、陰湿かつ粘着質な子供じみた性格の勘違いクズ男。
桜良にも「しつこい」と愛想を尽かされているが、別れた後もストーカーのように付きまとっている。「僕」と桜良の仲を疑っており、「僕」の私物を隠すなど悪事を働いていた。雨の日の午後、桜良の家の近くで「僕」を罵倒、殴打したところに来合わせた桜良に「そいつが桜良に付きまとっているから、もうちょっかいを出さないように、俺がやっつけてやった」と言ったところ、面と向かって拒絶される。
「僕」の母
声 - 井ノ上奈々 / 田中敦子
「僕」には普段は不干渉だが、「僕」に友達がいないことに気が付いており、「僕」をちゃんと見てくれる人ができたことを喜んでいる。
桜良の死後、「僕」が桜良の家を訪れることを察してお供えとして1万円を渡す。帰宅した「僕」の顔を見て「頑張ったね」と声をかける。
桜良の母
声 - 福原綾香 / 和久井映見
演 - 長野里美
目と笑い方が桜良とそっくりな女性。優しい性格だが、桜良の病気を気遣い過ぎて彼女の発言に過剰反応し、日常を取り繕うことに必死となっている。
桜良の死後、訪ねてきた「僕」に「共病文庫」を渡す。「共病文庫」の日記部分を読み終えた「僕」に、「あなたに本当に読んでほしかったのは、きっとまだ先」と続き（遺書）があることを教える。「僕」にいつか恭子と一緒に家族と食事をしたいと申し出る。

## 書誌情報
- 君の膵臓をたべたい（2015年6月19日、双葉社、ISBN 978-4-575-23905-8）
- 君の膵臓をたべたい（2017年4月30日、双葉文庫、ISBN 978-4-575-51994-5）
- 君の膵臓をたべたい（2018年7月27日、双葉社ジュニア文庫、ISBN 978-4-57-524109-9）

## 漫画
桐原いづみによる作画で、『月刊アクション』（双葉社）2016年10月号から2017年7月号まで連載された。
- 住野よる（原作）・桐原いづみ（漫画）『君の膵臓をたべたい』〈アクションコミックス〉、全2巻
  - 上巻 2017年2月10日発売[33]、ISBN 978-4-575-84925-7
  - 下巻 2017年6月20日発売[34]、ISBN 978-4-575-84993-6

## オーディオブック
2016年8月、オーディオブック配信サービスの「FeBe」（現・audiobook.jp）でオーディオブック版が配信された。収録時間は9時間5分。
キャスト
- 僕 / 志賀春樹 - 鈴村健一
- 山内桜良 - 堀江由衣
- 滝本恭子 - 東内マリ子
- ガムをくれるクラスメイト - 丸高大知
- タカヒロ - 本橋大輔
- 僕の母 - 井ノ上奈々
- 桜良の母 - 福原綾香

## 実写映画
同名タイトルの映画が、2017年7月28日に公開された。監督は月川翔、脚本は吉田智子、浜辺美波と北村匠海のダブル主演となる。
原作にはない12年後の世界が描かれており、高校生時代（原作）のエピソードは過去として扱われている。

### あらすじ
母校に勤める高校教師の僕は、ある時、取り壊しが決まった図書館の蔵書の整理を頼まれる。高校時代、図書委員として書庫の整理ばかりをしていた僕は、懐かしい図書館で書庫の整理の邪魔ばかりしていたクラスメイト、桜良のことを思い出す。
桜良は12年前、僕が盲腸で入院していた時に、偶然拾った日記の持ち主だった。その日記「共病文庫」を読んだ僕は、彼女が膵臓の病気で余命僅かであることを知ってしまう。その日から、クラスの人気者の桜良が僕に急接近したことで桜良の親友の恭子が、桜良の「一番の仲良し」の座を奪った僕に反発する。学級委員長である隆弘やガム君ら、今まで話したことのなかったクラスメイトと会話をするようになり、僕の世界が広がり始める。
そんな中、僕は彼女の「死ぬまでにやりたいこと」に付き合うことになる。一緒にスイーツを食べに行ったり、福岡に旅行に行ったりして、人と関わりを持つことが苦手だった僕は、彼女と一緒に過ごすうちに、彼女に心を開き始める。同時に、他者と関わらなければ知ることのなかった喜びや、人を傷つけることの痛みを知っていく。
一方、現代の恭子は結婚を目前に控え、桜良のことを思い出していた。桜良が大切なあまり、恭子は僕を傷つけていた。僕はそんな恭子から結婚式の招待状を受け取る。

### キャスト
- 山内桜良 - 浜辺美波[5]
- 「僕」 / 志賀春樹（学生時代） - 北村匠海[5]
- 滝本恭子（学生時代） - 大友花恋
- ガム君 / 宮田一晴（学生時代） - 矢本悠馬
- 隆弘 - 桜田通
- 栗山[注 8] - 森下大地
- 森下[注 8] - 三上紗弥
- 中田[注 8] - 中田圭祐
- 桜良の母 ‐ 長野里美
- 宮田一晴（12年後） - 上地雄輔
- 滝本恭子（12年後） - 北川景子[5]
- 「僕」 / 志賀春樹（12年後） - 小栗旬[5]

### スタッフ
- 原作：住野よる『君の膵臓をたべたい』（双葉社刊）
- 原作イラスト：loundraw
- 監督：月川翔
- 脚本：吉田智子
- 音楽：松谷卓
- 主題歌： Mr.Children 「himawari」 / 作詞・作曲：桜井和寿 / 編曲：Mr.Children (TOY‘S FACTORY)
- 追加編曲：伊藤ゴロー
- 製作：市川南
- 共同製作：村田嘉邦、戸塚源久、弓矢政法、山本浩、髙橋誠、吉川英作、細野義朗、荒波修、林誠、清水美成
- エグゼクティブ・プロデューサー：山内章弘、上田太地
- 企画・プロデュース：臼井央、春名慶
- プロデューサー：神戸明
- ラインプロデューサー：阿久根裕行
- アシスタントプロデューサー：岸田一晃
- 撮影：柳田裕男 (J.S.C.)
- 美術：五辻圭
- 録音：久野貴司
- 照明：加藤桂史
- 装飾：龍田哲児
- 編集：穂垣順之助 (J.S.C.)
- VFXスーパーバイザー：鎌田康介
- スクリプター：菅谷雪乃
- 助監督：二宮孝平
- 音響効果：西村洋一
- 製作担当：濱崎林太郎
- キャスティング：杉野剛
- 音楽プロデューサー：北原京子
- 音楽ミキサー：田中信一
- 音楽エディター：清水和法
- 音楽制作補：佐藤望
- オーケストレーション：足本憲治
- 劇中本協力：サン＝テグジュペリ作 / 内藤濯訳
『オリジナル版 星の王子さま』（岩波書店刊）
- プロダクション統括：佐藤毅
- オリジナル・サウンドトラック：WARNER MUSIC JAPAN
- 配給：東宝
- 製作プロダクション：東宝映画
- 製作：「君の膵臓をたべたい」製作委員会（東宝、博報堂DYミュージック&ピクチャーズ、双葉社、ジェイアール東日本企画、博報堂、KDDI、日本出版販売、トライストーン・エンタテイメント、S・D・P、東急エージェンシー、GYAO、トーハン）

### 受賞歴
- 第41回日本アカデミー賞[43]
  - 優秀作品賞
  - 優秀脚本賞：吉田智子
  - 新人俳優賞：浜辺美波、北村匠海
  - 話題賞 作品部門
- 第30回日刊スポーツ映画大賞・石原裕次郎賞[44]
  - 新人賞：浜辺美波
- 第42回報知映画賞[45]
  - 新人賞：浜辺美波、北村匠海
- 第35回ゴールデングロス賞 [46]
  - 優秀・銀賞
- 第22回日本インターネット映画大賞 [47]
  - 作品賞（ベストテン）第3位[48]
  - ニューフェイスブレイク賞：浜辺美波[49]
- おおさかシネマフェスティバル2018 [50]
  - 日本映画 個人賞
    - 新人男優賞：北村匠海
- 第37回藤本賞 [51]
  - 藤本賞・奨励賞：春名慶、臼井央

### テレビ放送
| 回数 | テレビ局   | 番組名（放送枠名） | 放送日        | 放送時間      | 放送分数 | 視聴率 |
| ---- | ---------- | ------------------ | ------------- | ------------- | -------- | ------ |
| 1    | テレビ朝日 | 日曜プライム       | 2018年8月19日 | 21:00 - 23:14 | 134分    | 10.4%  |
| 2    | 日本テレビ | 金曜ロードSHOW!    | 2020年9月4日  | 21:00 - 23:14 | 134分    | 9.5%   |

- 視聴率はビデオリサーチ調べ、関東地区・世帯・リアルタイム。

## アニメ映画
2018年9月1日公開。8月31日、9月1日に公開された新作映画のぴあ映画初日満足度ランキングで、第1位になった。
アニメーション企画は原作小説が出版されるより前から始動している。小説出版前の2015年、アニプレックス所属プロデューサーの柏田真一郎が双葉社から送られてきた約1冊の本（サンプル本）の中で本作品を読んだ際にアニメ化することを決めた。
脚本会議には原作者の住野よるも参加しており、シナリオは監督・脚本の牛嶋新一郎と住野の2人が中心となり制作されている。住野は、「僕」や桜良が見たときに「これは自分たちじゃない」と思われないようにしたいということを、最初に牛嶋やアニメスタッフたちとしっかり話し、「桜良たちをちゃんと大人たちから守ってあげないと」くらいの気持ちでシナリオ会議に参加したと述べている。さらに、セリフはどうしても気になる部分なのですべて確認し、シナリオだけでなく絵コンテも読んで意見を言ったと述べている。
劇中の舞台は、富山県高岡市をモデルとしている。
第22回文化庁メディア芸術祭アニメーション部門審査委員会推薦作品。

### キャスト（アニメ映画）
- 「僕」 / 志賀春樹 - 高杉真宙[24]
- 山内桜良 - Lynn[24]
- 滝本恭子 - 藤井ゆきよ[25]
- 隆弘 - 内田雄馬[25]
- ガム君 - 福島潤[25]
- 「僕」の母 - 田中敦子[25]
- 「僕」の父 - 三木眞一郎[25]
- 桜良の母 - 和久井映見[30]

### スタッフ（アニメ映画）
- 原作：住野よる『君の膵臓をたべたい』（双葉社刊）
- 原作イラスト：loundraw
- 監督・脚本：牛嶋新一郎
- 音楽：世武裕子
- オープニングテーマ：sumika「ファンファーレ」（ソニー・ミュージックレコーズ）
- 主題歌：sumika「春夏秋冬」（ソニー・ミュージックレコーズ）
- 挿入歌：sumika「秘密 (movie ver.)」（ソニー・ミュージックレコーズ）
- キャラクターデザイン・総作画監督：岡勇一
- 美術監督：小川友佳子
- 美術監督補佐：渡辺佳人
- 色彩設計：堀川佳典
- 撮影監修：斉藤寛
- 撮影監督：小池真由子
- 3DCG監督：岸これみ
- 編集：神宮司由美
- 音響監督：はたしょう二
- 音響効果：出雲範子
- プロデューサー：高橋祐馬、柏田真一郎
- アニメーションプロデューサー：三田圭志
- 配給・企画販売：アニプレックス[62]
- アニメーション制作：スタジオヴォルン
- 製作：君の膵臓をたべたい アニメフィルムパートナーズ（アニプレックス、双葉社、ABCアニメーション、ジェイアール東日本企画、トーハン、朝日新聞社）

### 地上波放送
| 回数 | テレビ局   | 番組名（放送枠名） | 放送日        | 放送時間      | 放送分数 | 視聴率 |
| ---- | ---------- | ------------------ | ------------- | ------------- | -------- | ------ |
| 1    | NHK Eテレ  | -                  | 2020年5月2日  | 21:00 - 22:50 | 110分    | 1.7%   |
| 2    | 日本テレビ | 金曜ロードショー   | 2021年7月23日 | 21:00 - 22:54 | 114分    | 2.4%   |

- 視聴率はビデオリサーチ調べ、関東地区・世帯・リアルタイム。

## 朗読劇

### 初演
2022年12月10日（土）・11日（日）に主人公・「僕」役を岡本信彦・島﨑信長、山内桜良役を直田姫奈・悠木碧のWキャストで、朗読劇がニッショーホールで上演された。

#### キャスト（朗読劇・初演）
- 「僕」 - 岡本信彦、島﨑信長[65]
- 山内桜良 - 直田姫奈、悠木碧[65]
- 滝本恭子 - 古賀葵、原紗友里[65]
- ガムの彼 - 伊東健人、中島ヨシキ[65]

#### スタッフ（朗読劇・初演）
- 原作：住野よる『君の膵臓をたべたい』（双葉社刊）
- 脚本・演出：保科由里子
- 音楽：阿部篤志
- 照明：加島茜
- 映像：垣内宏太
- 音響：小川陽平
- 衣裳：ゴウダアツコ
- 演出助手：大下沙織
- 舞台監督：今井東彦、渡辺隆
- 宣伝美術：古谷哲史
- 制作：MAパブリッシング
- 主催：朗読劇『君の膵臓をたべたい』製作委員会

### 再演
2025年4月5日（土）・6日（日）に主人公・「僕」役を岡本信彦・梶裕貴、山内桜良役を鬼頭明里・伊藤美来のWキャストで、朗読劇が日本青年館ホールで上演された。岡本信彦は初演にも同役にて出演していた。

#### キャスト（朗読劇・再演）
- 僕 - 岡本信彦、梶裕貴[66]
- 山内桜良 - 鬼頭明里、伊藤美来[66]
- 滝本恭子 - 戸松遥[66]
- ガムの彼 - 中島ヨシキ[66]

#### スタッフ（朗読劇・再演）
- 原作：住野よる『君の膵臓をたべたい』（双葉文庫）
- 脚本・演出：保科由里子
- 音楽：神達挙仁
- 照明：加島茜
- 映像：佐野公子
- 音響：小川陽平
- 衣裳：ゴウダアツコ
- 演出助手：たはらひろや
- 舞台監督：今井東彦
- 宣伝美術：鈴木美結
- キャスティング：渡邉直哉（パロマプロモーション）
- 宣伝：TOHOマーケティング
- チーフプロデューサー：代情明彦（AOI Pro.）、志村章（ADKエモーションズ）、近藤富英（サンライズプロモーション東京）、柱山泰佐（双葉社）
- プロデューサー：伊藤夏恵・大下沙綾・黒澤優介（AOI Pro.）、田中千菜美（ADKエモーションズ）、長谷川陽奈子・吉田涼乃（サンライズプロモーション東京）、杉山敦夫（双葉社）、児玉奈緒子（MAパブリッシング）
- 協力プロデューサー：吉田和睦（ナナガツ）
- 制作協力：MAパブリッシング
- 主催：朗読劇「君の膵臓をたべたい」2025製作委員会